# Zelda Curtis
Zelda Curtis (Londres, diciembre de 1923-Londres, 31 de enero de 2012) fue una periodista, feminista y activista británica.
Nacida en una familia de origen judío, fue miembro en la primera parte de su vida del Partido Comunista de Gran Bretaña, aunque más adelante abandonaría la formación, en la década de 1980. Colaboró en la publicación de la revista marxista Labour Monthly, a cargo de una sección cultural. Fundadora de la Association of Greater London Older Women, en sus últimos años, enferma de Parkinson, fue una defensora de los derechos de las ancianas.